# Восіка (Міннесота)
Восіка (англ. Waseca) — місто (англ. city) в США, в окрузі Восека штату Міннесота. Населення — 9229 осіб (2020).

## Географія
Восіка розташована за координатами 44°4′56″ пн. ш. 93°29′59″ зх. д. / 44.08222° пн. ш. 93.49972° зх. д. (44.082264, -93.499828).  За даними Бюро перепису населення США в 2010 році місто мало площу 13,44 км², з яких 10,37 км² — суходіл та 3,07 км² — водойми.

## Демографія
Згідно з переписом 2010 року, у місті мешкало 9410 осіб у 3504 домогосподарствах у складі 2150 родин. Густота населення становила 700 осіб/км².  Було 3818 помешкань (284/км²).
Расовий склад населення:
| - 89,0 % — білих - 3,7 % — чорних або афроамериканців - 1,5 % — корінних американців - 1,0 % — азіатів - 2,3 % — осіб інших рас |

До двох чи більше рас належало 2,5 %. Частка іспаномовних становила 9,0 % від усіх жителів.
За віковим діапазоном населення розподілялося таким чином: 22,5 % — особи молодші 18 років, 64,1 % — особи у віці 18—64 років, 13,4 % — особи у віці 65 років та старші. Медіана віку мешканця становила 36,5 року. На 100 осіб жіночої статі у місті припадало 74,3 чоловіків;  на 100 жінок у віці від 18 років та старших — 67,4 чоловіків також старших 18 років.
Середній дохід на одне домашнє господарство  становив 58 822 долари США (медіана — 46 167), а середній дохід на одну сім'ю — 73 783 долари (медіана — 65 090). Медіана доходів становила 40 051 долар для чоловіків та 29 294 долари для жінок. За межею бідності перебувало 11,6 % осіб, у тому числі 12,2 % дітей у віці до 18 років та 6,8 % осіб у віці 65 років та старших.
Цивільне працевлаштоване населення становило 4447 осіб. Основні галузі зайнятості: освіта, охорона здоров'я та соціальна допомога — 25,9 %, виробництво — 23,6 %, роздрібна торгівля — 10,4 %, науковці, спеціалісти, менеджери — 6,4 %.